# Piedad (Damián Forment)

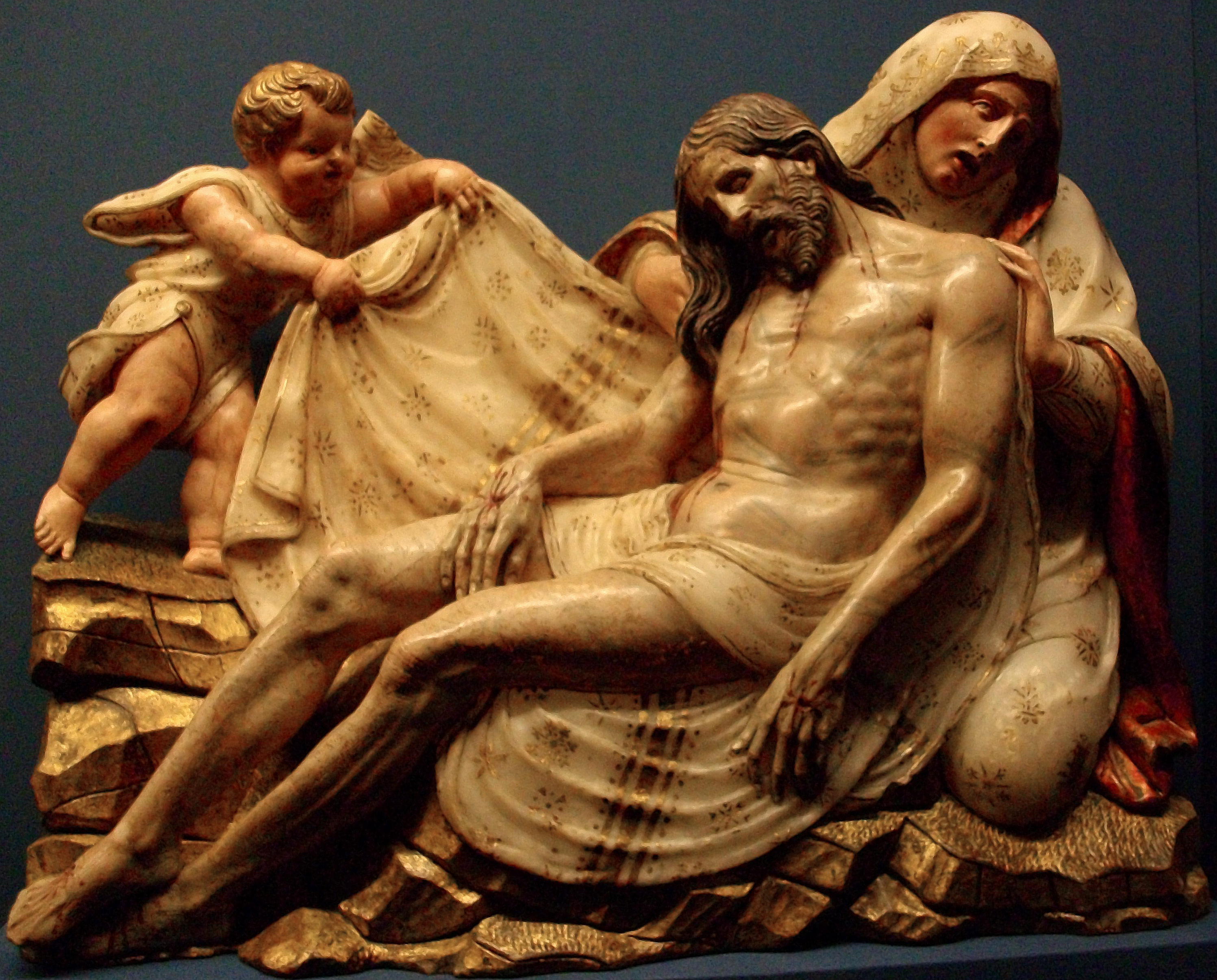
Damián Forment, Piedad, 1522-1525. Alabastro policromado y dorado, 40 x 50 x 20 cm. Procede del retablo de Santa Ana, San Jerónimo y San Martín de la Catedral de Huesca. Pertenece al obispado de la ciudad aragonesa citada.

Esta Piedad, de entre 1522 y 1525, es un relieve escultórico en alabastro policromado y dorado de Damián Forment procedente del retablo de Santa Ana, San Jerónimo y San Martín de la capilla de la Catedral de Huesca que perteneció al canónigo Martín de Santángel, cuya estatua orante presidió la estancia, cuya construcción se terminó en 1525 con la instalación de su reja en hierro. Su retablo, dedicado a Santa Ana, San Jerónimo y San Martín, fue calificado en el siglo XIX de «primoroso».
La escena de la Piedad se encontraba en el encasamiento del centro de la predela del retablo y estuvo muy condicionada por el exiguo espacio en el que tenía que desarrollar esta composición, que resolvió con gran destreza. Para compensar el lado derecho, situó a la izquierda del espectador un angelito que sostieneel sudario de Cristo y lo extiende hacia él, de modo que las líneas de los plegados se oponen a la gran diagonal que forman los cuerpos del Redentor y su madre.
Los gestos son dinámicos, lo que se observa en el opuesto ladeado de las cabezas de María y su el Hijo exánime, cuya anatomía realista muestra las señales de su pasión en las marcas azules de la flagelación y la sangre de sus llagas, así como un cromatismo más apagado en su carnadura al óleo.
Forment es un maestro del acabado del alabastro, material con el que consigue muy distintas texturas: desde las luces de fina piel de Jesús hasta las rocas sobre las que se apoya la Virgen.
La pieza fue expuesta en 2009 y 2010 en la exposición itinerante «El esplendor del Renacimiento en Aragón» en el Museo de Bellas Artes de Bilbao, el Museo de Bellas Artes de Valencia y el Museo de Zaragoza.